# Сто тысяч рублей (Беларусь)
Сто ты́сяч рубле́й (бел. Сто тысяч рублёў) — номинал банкноты, использовавшейся в Беларуси с 1996 по 2001 год и с 2005 по 2017 год.

## История
Первая 100 000-рублёвая банкнота в Беларуси была введена в обращение 17 октября 1996 года. Выведена из обращения 1 января 2001 года. 15 июля 2005 года была введена новая банкнота достоинством в 100 000 рублей. Выведена из обращения 1 декабря 2017 года.

## Характеристика

### 100 000 рублей 1996 года
На лицевой стороне изображён Большой театр оперы и балета Республики Беларусь с подписью в две строки «„НАЦЫЯНАЛЬНЫ АКАДЭМІЧНЫ ВЯЛІКІ ТЭАТР ОПЕРЫ І БАЛЕТА РЭСПУБЛІКІ БЕЛАРУСЬ“». В верхней части поля банкноты проходит орнаментальная полоса, в которой помещена надпись в две строки: «НАЦЫЯНАЛЬНЫ БАНК РЭСПУБЛІКІ БЕЛАРУСЬ» и «РАЗЛІКОВЫ БІЛЕТ». В правой верхней части банкноты на фоне орнаментальной полосы помещена большая аббревиатура «НБРБ». Под центральным изображением в две строки напечатан номинал банкноты в цифровом виде и прописью: «100 000» и «СТО ТЫСЯЧ РУБЛЁЎ». В правом нижнем углу указан год образца — «1996».
На оборотной стороне размещена сцена из балета «Избранница» Е. Глебова с подписью «Я. А. Глебаў „Выбранніца“ (па паэмах Я. Купалы)». Слева и справа от изображения нанесены цифровые обозначения номинала, а также серия и номер банкноты. Выше изображения напечатан номинал: «СТО ТЫСЯЧ РУБЛЁЎ». В левом верхнем углу надпись: «ПАДРОБКА БІЛЕТАЎ НАЦЫЯНАЛЬНАГА БАНКА РЭСПУБЛІКІ БЕЛАРУСЬ ПРАСЛЕДУЕЦЦА ПА ЗАКОНУ».

### 100 000 рублей 2000 года
На лицевой стороне изображён Несвижский замок с подписью «ЗАМАК РАДЗІВІЛАЎ У НЯСВІЖЫ». Слева и справа от изображения помещены графические знаки защиты. В верхней части поля банкноты проходит орнаментальная полоса, в которой помещена надпись «БІЛЕТ НАЦЫЯНАЛЬНАГА БАНКА РЭСПУБЛІКІ БЕЛАРУСЬ», а снизу прилегает защитный микротекст из повторяющейся аббревиатуры «НБРБ», в правой верхней части банкноты на фоне орнаментальной полосы помещена большая аббревиатура «НБРБ». Слева вертикально и справа горизонтально от центрального изображения указано цифровое обозначение номинала — «100 000», а также ниже изображения прописью «СТО ТЫСЯЧ РУБЛЁЎ». В нижней части проходит узорная кайма, к которой сверху прилегает микротекст из повторяющихся чисел «100 000», в правом нижнем углу банкноты внутри виньетки помещено обозначение года «2000». В правом верхнем углу размещена надпись «Старшыня Праўлення» и факсимиле подписи.
На оборотной стороне изображена картина Н. Орды «Несвижский замок» с подписью «НЯСВІЖСКІ ЗАМАК РАДЗІВІЛАЎ З МАЛЮНКА Н. ОРДЫ». Расположение защитных микротекстов на этой стороне такое же, как и на лицевой стороне. В левом верхнем углу номинал указан словами «СТО ТЫСЯЧ РУБЛЁЎ», под центральным изображением размещено крупное число «100 000», обозначающее номинал. Серия и номер банкноты размещены внизу слева горизонтально и вверху справа вертикально. В левом верхнем углу надпись: «ПАДРОБКА БІЛЕТАЎ НАЦЫЯНАЛЬНАГА БАНКА РЭСПУБЛІКІ БЕЛАРУСЬ ПРАСЛЕДУЕЦЦА ПА ЗАКОНУ».